# 262418 Samofalov
262418 Samofalov este un asteroid din centura principală de asteroizi.

## Descriere
262418 Samofalov este un asteroid din centura principală de asteroizi. A fost descoperit pe 17 octombrie 2006 la observatorul astronomic din Andrușivka. Asteroidul prezintă o orbită caracterizată de o semiaxă mare de 2,33 ua, o excentricitate de 0,14 și o înclinație de 6,2° în raport cu ecliptica.